# Apotomocepheus gressitti
Apotomocepheus gressitti är en kvalsterart som beskrevs av Aoki 1965. Apotomocepheus gressitti ingår i släktet Apotomocepheus och familjen Carabodidae. Inga underarter finns listade i Catalogue of Life.